# Liste der denkmalgeschützten Objekte in Vasoldsberg
Die Liste der denkmalgeschützten Objekte in Vasoldsberg enthält die denkmalgeschützten, unbeweglichen Objekte der Gemeinde Vasoldsberg im steirischen Bezirk Graz-Umgebung.

## Denkmäler
| Foto  |                 | Denkmal                                                               | Standort                                                     | Beschreibung | Metadaten |
| ----- | --------------- | --------------------------------------------------------------------- | ------------------------------------------------------------ | --- | --- |
| ja    | Datei hochladen | Ortskapelle Breitenhilm HERIS-ID: 97425 Objekt-ID: 113230             | Standort KG: Breitenhilm                                     | Neugotischer Fassadenturm, am Portal mit 1879 datiert. Kapelle mit zweijochigem Innenraum. Hochaltar aus 1700 mit Bild der Himmelfahrt Mariä und einem Oberbild mit Gottvater-Darstellung, beide von Josef Tunner, Mitte 19. Jahrhundert. | BDA-Hist.: Q37769920 Status: § 2a Stand der BDA-Liste: 2025-06-30 Name: Ortskapelle Breitenhilm GstNr.: .83 Ortskapelle Breitenhilm                     |
| ja    | Datei hochladen | Ortskapelle Premstätten HERIS-ID: 97485 Objekt-ID: 113291             | Premstätten Standort KG: Premstätten bei Vasoldsberg         | | BDA-Hist.: Q37769970 Status: § 2a Stand der BDA-Liste: 2025-06-30 Name: Ortskapelle Premstätten GstNr.: .207 Ortskapelle Premstätten                    |
| ja BW | Datei hochladen | Schloss Klingenstein und Böschungsmauer HERIS-ID: 97475seit 2022      | Premstätten 6 Standort KG: Premstätten bei Vasoldsberg       | Der aus zwei rechtwinkelig aneinanderstoßenden Trakten bestehende mit einem zwiebelbehelmten Fassadenturm und mehreren Erkertürmchen ausgestattete Bau wurde Ende des 16. Jahrhunderts erbaut. Die neugotische Innenausstattung stammt aus dem Ende des 19. Jahrhunderts. | BDA-Hist.: Q112944203 Status: Bescheid Stand der BDA-Liste: 2025-06-30 Name: Schloss Klingenstein und Böschungsmauer GstNr.: .109/2, 1925               |
| BW    | Datei hochladen | Katharinen-Kapelle HERIS-ID: 97480seit 2022                           | Premstätten 6 Standort KG: Premstätten bei Vasoldsberg       | | BDA-Hist.: Q112944282 Status: Bescheid Stand der BDA-Liste: 2025-06-30 Name: Katharinen-Kapelle GstNr.: .196                                            |
| BW    | Datei hochladen | Steingussbank HERIS-ID: 209621seit 2022                               | bei Premstätten 6 Standort KG: Premstätten bei Vasoldsberg   | Anmerkung: Koordinaten ungefähr | BDA-Hist.: Q112944298 Status: Bescheid Stand der BDA-Liste: 2025-06-30 Name: Steingussbank GstNr.: 1925                                                 |
| BW    | Datei hochladen | Holzpavillon HERIS-ID: 209622seit 2022                                | bei Premstätten 6 Standort KG: Premstätten bei Vasoldsberg   | Anmerkung: Standortvermutung | BDA-Hist.: Q112944311 Status: Bescheid Stand der BDA-Liste: 2025-06-30 Name: Holzpavillon GstNr.: 1925                                                  |
| BW    | Datei hochladen | Brunnen HERIS-ID: 209623seit 2022                                     | bei Premstätten 6 Standort KG: Premstätten bei Vasoldsberg   | Anmerkung: Koordinaten ungefähr | BDA-Hist.: Q112944323 Status: Bescheid Stand der BDA-Liste: 2025-06-30 Name: Brunnen GstNr.: 1925                                                       |
| BW    | Datei hochladen | Verwalterhaus HERIS-ID: 97483seit 2022                                | bei Premstätten 183 Standort KG: Premstätten bei Vasoldsberg | | BDA-Hist.: Q112944366 Status: Bescheid Stand der BDA-Liste: 2025-06-30 Name: Verwalterhaus GstNr.: .109/1                                               |
| BW    | Datei hochladen | Wirtschaftsgebäude Schloss Klingenstein HERIS-ID: 97479seit 2022      | Premstätten 183 Standort KG: Premstätten bei Vasoldsberg     | | BDA-Hist.: Q112944574 Status: Bescheid Stand der BDA-Liste: 2025-06-30 Name: Wirtschaftsgebäude Schloss Klingenstein GstNr.: .110                       |
| ja    | Datei hochladen | Achteckstadel des Gutes Klingenstein HERIS-ID: 37366 Objekt-ID: 36482 | Vasoldsberg 4 Standort KG: Premstätten bei Vasoldsberg       | Achteckiger Bau mit Ziegelgitterfenstern aus dem 19. Jahrhundert. | BDA-Hist.: Q37975257 Status: Bescheid Stand der BDA-Liste: 2025-06-30 Name: Achteckstadel des Gutes Klingenstein GstNr.: .234 Achteckstadel Vasoldsberg |
| ja BW | Datei hochladen | Schloss Vasoldsberg HERIS-ID: 37509 Objekt-ID: 36682                  | Vasoldsberg 73 Standort KG: Premstätten bei Vasoldsberg      | Das auf einer Anhöhe liegende Bauwerk wurde Anfang des 13. Jahrhunderts als Burg erbaut und ab 1542 in ein Renaissance-Schloss umgebaut. Weitere tiefgreifende Umbauten erfolgten 1911–1914, dabei wurde auch der Turm erhöht und die charakteristische erhöhte Spitzhaube aufgesetzt. Der Turm hat eine Glocke aus dem Jahr 1778. Ein Rest der mittelalterlichen Anlage sind die um 1450 entstandenen kräftigen Pfeiler und Gratgewölbe der sonst stark veränderten Kapelle sowie die frühgotischen gekreuzten Gurtrippen der Sakristei. | BDA-Hist.: Q1793272 Status: § 57-Mandatsbescheid Stand der BDA-Liste: 2025-06-30 Name: Schloss Vasoldsberg GstNr.: 698/1                                |